# Coccineorchis
Coccineorchis es un género de orquídeas de la subfamilia Orchidoideae. Se distribuye desde México hasta Perú.

## Descripción
Son epífitas o a veces terrestres, que alcanzan un tamaño de hasta 35 cm de alto, raíces carnosas y algo pilosas, la espiga floral de hasta 30 cm de alto, glabra, parcialmente escondida por vainas de hasta 10 cm de largo. Hojas elíptico-lanceoladas, hasta 14 cm de largo y 7 cm de ancho, agudas; pecíolo hasta 14 cm de largo, sulcado. Inflorescencia racemosa de 6 cm de largo y 3 cm de ancho, compacta, la bráctea floral lanceolada, 2–3.5 cm de largo, acuminada, glabra, las flores más de 2 cm de largo, amarillas; sépalos linear-lanceolados, cóncavos, 22 mm de largo y 4 mm de ancho, agudos; pétalos falcados, oblanceolados, 22 mm de largo y 3 mm de ancho; labelo ovado, 22 mm de largo, agudo, sagitado en la base, dilatado en la mitad y contraído cerca del ápice, con 2 aurículas en la base; columna 2 cm de largo, con tricomas glandulares en la cara anterior; ovario 1 cm de largo, pedicelado.

## Taxonomía
El género fue descrito por Rudolf Schlechter y publicado en Beihefte zum Botanischen Centralblatt. Zweite Abteilung 37(2, Heft 3): 434. 1920.

## Lista de especies deCoccineorchis
A continuación se brinda un listado de las especies del género Coccineorchis aceptadas hasta mayo de 2011, ordenadas alfabéticamente. Para cada una se indica el nombre binomial seguido del autor, abreviado según las convenciones y usos y la publicación válida.
1. Coccineorchis bracteosa (Ames & C.Schweinf.) Garay, Bot. Mus. Leafl. 28: 306 (1980 publ. 1982).
2. Coccineorchis cernua (Lindl.) Garay, Opera Bot., B 9(225: 1): 237 (1978).
3. Coccineorchis cristata Szlach., Rutk. & Mytnik, Ann. Bot. Fenn. 41: 482 (2004).
4. Coccineorchis dressleri Szlach., Rutk. & Mytnik, Ann. Bot. Fenn. 41: 481 (2004).
5. Coccineorchis navarrensis (Ames) Garay, Bot. Mus. Leafl. 28: 306 (1980 publ. 1982).
6. Coccineorchis standleyi (Ames) Garay, Bot. Mus. Leafl. 28: 306 (1980 publ. 1982).
7. Coccineorchis warszewicziana Szlach., Rutk. & Mytnik, Ann. Bot. Fenn. 41: 480 (2004).